# Football Club de Rouen 1899
O Football Club de Rouen 1899 é um clube de futebol francês de Rouen. Fundado originalmente em 1896 como um clube poliesportivo, apenas o futebol é praticado atualmente e 1899 é o ano considerado oficialmente para a sua fundação.

## História
Apesar de disputar o Championnat National, terceira divisão francesa, passou 19 temporadas na Ligue 1 e 36 na Ligue 2. Seus maiores feitos foram a conquista da Ligue 2 de 1935-36 e os vicecampeonatos da Copa da França de 1924-25 e da Copa da Liga Francesa de 1963-64.
Foi ainda campeão nacional da Zona Norte do Campeonato Francês em 1939-40 e 1944-45, títulos não considerados oficiais mas que tiveram participações de diversas equipes tradicionais do país.

## Títulos
Campeonato Francês - Segunda Divisão: 1
(1935-36)